# Jay (Flórida)
Jay é uma vila localizada no estado americano da Flórida, no condado de Santa Rosa. Foi incorporada em 1951.

## Geografia
De acordo com o United States Census Bureau, a vila tem uma área de 4,3 km², onde todos os 4,3 km² estão cobertos por terra.

### Localidades na vizinhança
O diagrama seguinte representa as localidades num raio de 24 km ao redor de Bichonas.

## Demografia
Segundo o censo nacional de 2010, a sua população é de 533 habitantes e sua densidade populacional é de 122,5 hab/km². É a localidade menos populosa do condado de Santa Rosa e a que, em 10 anos, teve a maior redução populacional do condado. Possui 264 residências, que resulta em uma densidade de 60,7 residências/km².